# Kediri (Distrikt, Bali)
Kediri ist ein Distrikt (Kecamatan) im Südosten des Regierungsbezirks (Kabupaten) Tabanan der indonesischen Provinz Bali. Der bevölkerungsreichste Distrikt grenzt im
Westen an den Kecamatan Tabanan, im Nord(ost)en an den Kecamatan Marga und im Osten an den Kecamatan Mengwi (Kab. Badung). Im Südwesten bildet die Balisee eine natürliche Grenze. Kediri gliedert sich in 15 Desa und weiterhin in 106 Banjar Dinas, 16 Desa Adat sowie 87 Banjar Adat.

## Verwaltungsgliederung
| Kode          | Dorf              | Fläche (km²) Ende 2021 | Einwohner Census 2010 | Einwohner Census 2020 | Einwohner Ende 2021 | Dichte Einw. pro km² |
| ------------- | ----------------- | ---------------------- | --------------------- | --------------------- | ------------------- | -------------------- |
| 51.02.06.2001 | Bengkel           | 2,64                   | 2.269                 | 2.299                 | 2.359               | 893,56               |
| 51.02.06.2002 | Pangkung Tibah    | 2,69                   | 1.209                 | 1.305                 | 1.336               | 496,65               |
| 51.02.06.2003 | Belalang          | 4,10                   | 2.461                 | 2.724                 | 2.760               | 673,17               |
| 51.02.06.2004 | Beraban           | 7,62                   | 6.491                 | 6.427                 | 6.534               | 857,48               |
| 51.02.06.2005 | Buwit             | 2,77                   | 2.570                 | 2.668                 | 2.717               | 980,87               |
| 51.02.06.2006 | Cepaka            | 1,96                   | 2.728                 | 3.543                 | 2.464               | 1.257,14             |
| 51.02.06.2007 | Kaba-kaba         | 4,67                   | 6.705                 | 7.342                 | 7.449               | 1.595,07             |
| 51.02.06.2008 | Nyambu            | 3,49                   | 3.406                 | 3.635                 | 3.595               | 1.030,09             |
| 51.02.06.2009 | Pandak Bandung000 | 1,83                   | 2.789                 | 2.873                 | 2.837               | 1.550,27             |
| 51.02.06.2010 | Pandak Gede       | 3,42                   | 5.674                 | 6.570                 | 6.534               | 1.910,53             |
| 51.02.06.2011 | Nyitdah           | 3,10                   | 4.933                 | 5.093                 | 4.504               | 1.452,90             |
| 51.02.06.2012 | Pejaten           | 1,99                   | 5.355                 | 4.252                 | 4.248               | 2.134,67             |
| 51.02.06.2013 | Kediri            | 4,08                   | 9.821                 | 10.937                | 10.141              | 2.485,54             |
| 51.02.06.2014 | Abian Tuwung      | 5,03                   | 10.270                | 11.214                | 11.596              | 2.305,37             |
| 51.02.06.2015 | Banjar Anyar      | 7,69                   | 17.534                | 19.609                | 17.223              | 2.239,66             |
| 51.02.06      | Kec. Kediri       | 57,08                  | 84.215                | 90.491                | 86.297              | 1.511,86             |
Ergebnisse aus Zählung bzw. Fortschreibung

## Bevölkerung

### Bevölkerungsentwicklung der letzten drei Halbjahre
| Datum      | Fläche (km²) | Einwohner | männlich | weiblich | Dichte (Einw./km²) | Sex Ratio (m*100/w) |
| ---------- | ------------ | --------- | -------- | -------- | ------------------ | ------------------- |
| 31.12.2020 | 57,08        | 84.399    | 42.245   | 42.514   | 1.478,6            | 99,4                |
| 30.06.2021 | 57,08        | 82.953    | 41.628   | 41.325   | 1.453,3            | 100,7               |
| 31.12.2021 | 57,00        | 86.297    | 43.169   | 43.128   | 1.514,0            | 100,1               |
Fortschreibungsergebnisse